# NYC Media
NYC Media ist ein Fernseh-, Radio- und Online-Netzwerk in New York City. Es betreibt vier Public-Television-Kanäle, zwei Public-Radio-Dienste und einen Internet-Video-on-Demand-Dienst. NYC Media ist eine Abteilung des Bürgermeisteramtes der Stadt New York.
Mit Sitz im Manhattan Municipal Building in der 1st Centre Street, hat das Netzwerk seine Studios im 25. bis 29. Stock des Gebäudes. Die Sendeeinrichtungen stehen in Brooklyn, auf dem Empire State Building und dem Conde Nast Building am Times Square.
NYC Media war zunächst „NYC TV“. 2003 übernahm das Netzwerk „Crosswalks Television“ und änderte seinen Namen, als es damit auch die Radiostation WNYE-FM und WNYE-TV übernahm.

## Geschichte
WNYE-TV sendete Übernahmen von PBS und Bildungsprogramme. Ab Ende 2003 wurden zunehmend lokale Produktionen ins Programm aufgenommen. Schließlich wurden fast ausschließlich NYC-TV Eigenproduktionen gesendet.
Ende 2004 übertrug das „Department of Education“ seine Sendelizenz für seine WNYE-Sender auf das „New York City Department of Information Technology and Telecommunications“. Mit dem Transfer wurden die Sender WNYE-FM und der Fernsehsender WNYE-TV in das der Stadt New York gehörende CUNY-TV und Crosswalks Television Network integriert. Daraus entstand die heutige NYC Media Group.
Heute sendet WNYE-TV eine breite Palette von Shows aus der Produktion von American Public Television, verschiedene Fremdsprachenprogramme für unterschiedliche Ethnien und zur Hauptsendezeit Shows für junge, urbane Konsumenten. Letztere werden fast sämtlich von der NYC Media Group produziert.
Mit dem Formatwechsel zog WNYE-TV aus seinem über Jahrzehnte genutzten Studios in Downtown Brooklyn in ein Gebäude der George Westinghouse High School und des New York City College of Technology. Radiostationen und TV-Programme senden aus der NYC Media Group Zentrale im Manhattan Municipal Building in Lower Manhattan.

## Programm
Bekannte TV-Eigenproduktionen von NYC-Media sind die Sendungen $9.99, NY 360, Cool in Your Code, Full Frontal Fashion, The Bridge, Inside the Archives, New York Noise und Eat Out NY. Neben anderen Produktionen wurde die Sendung Secrets of New York US-weit „syndicated“, das heißt, an weitere Public Stations weitergegeben.